# Servia (Schiff)
Die Servia war ein 1881 in Dienst gestelltes Passagierschiff der britischen Reederei Cunard Line, das im Linienverkehr auf der Route Liverpool–Queenstown–New York eingesetzt wurde. Sie war bei ihrer Indienststellung neben der Great Eastern das größte Schiff der Welt und zudem der erste aus Stahl gebaute Cunard-Dampfer. Sie erwies sich als populäres und schnelles Schiff, das jedoch nie das Blaue Band erhielt. Die Servia wurde 1902 außer Dienst gestellt und abgewrackt.

## Das Schiff
Das 7.392 BRT große Dampfschiff Servia wurde in Clydebank (Schottland) auf der Werft von J. & G. Thomson, dem Vorgänger von John Brown & Company, gebaut. Der Stapellauf fand am 1. März 1881 statt. Mit 156,9 Metern Länge und 15,9 Metern breite war die Servia das bis dahin größte Schiffe der Cunard-Flotte und das größte Schiff nach Isambard Kingdom Brunels 1858 vom Stapel gelaufener Great Eastern (18.915 BRT). Die Servia hatte vier Decks, zwei Schornsteine und drei Masten mit der Takelage einer Bark. Während das Promenadendeck mit Gelb-Kiefer ausgelegt war, wurde auf dem Hauptdeck Teakholz verwendet.
Sie war der erste komplett aus Stahl gebaute Dampfer der Cunard Line. Dafür wurde Blaustahl von Siemens verwendet. An ihrem Beispiel sollte getestet werden, ob das Material für Dampfschiffe geeignet war. Die Servia war zudem das weltweit erste Schiff, das von Anfang mit elektrischem Licht ausgestattet war (die City of Berlin der Inman Line verfügte zwar schon 1879 über Elektrizität, dies war aber bei ihrem Stapellauf 1874 noch nicht so gewesen). Der Rauchsalon war mit 6,7 Metern Breite und über neun Metern Länge ungewöhnlich groß. Vom Haupttreppenhaus hatte man direkten Zugang zum Speisesaal und zum Musiksalon auf dem Oberdeck, dem sich der Damensalon anschloss. Der 22,5 Meter lange und 14,9 Meter breite Speisesaal hatte Sitze für 350 Gäste. Das Mobiliar des Raums war mit Saffianleder bespannt.
Die Servia konnte zunächst 480 Kabinenpassagiere und 750 Zwischendeckpassagiere in insgesamt 188 Kabinen befördern und wurde von einer etwa 200-köpfigen Mannschaft bedient. 1889 wurde die Passagierkapazität geändert, sodass von da an 400 Passagiere der Ersten, 200 der Zweiten und 500 der Dritten Klasse aufgenommen werden konnten. Der Schiffsrumpf war durch Schotten in wasserdichte Abteilungen aufgeteilt. Die Schotten konnten von der Brücke aus mittels eines Pleuels geschlossen werden. Dies war eine technische Innovation, da wasserdichte Türen auf Schiffen bis dahin per Hand herunter gekurbelt werden mussten. Zur Sicherheitsausrüstung gehörten weiterhin zwölf Rettungsboote. Das Schiff konnte bis zu 6.500 Tonnen Ballast (Fracht und Kohle) aufnehmen.
Den Anforderungen der britischen Admiralität entsprechend waren an Bord der Servia insgesamt zehn Kanonenstellungen angebracht, falls das Schiff als Hilfskreuzer eingesetzt werden musste. Die Servia wurde von zwei dreizylindrigen Verbunddampfmaschinen angetrieben, die 10.300 PS leisteten und eine Höchstgeschwindigkeit von 17,8 Knoten (32,9 km/h) zuließen. Es gab sechs stählerne Doppelender- und einen Einender-Kessel der Marke Fox, die insgesamt 39 Feuerungen hatten.

## Geschichte
Am 26. November 1881 lief die Servia unter dem Kommando von Kapitän Theodore Cook in Liverpool zu ihrer Jungfernfahrt nach New York aus, wo sie am 8. Dezember eintraf. Cook hatte bereits die Gallia und die Russia kommandiert (letzteres Schiff war Cunards erster Schraubendampfer). Er befehligte später auch den Blauband-Rekordbrecher Umbria. Am Tag nach dem Auslaufen geriet das Schiff in einen Sturm, der so stark war, dass es erst am 28. statt am 27. November Queenstown anlaufen konnte. Unter den 171 Passagieren der Ersten Klasse auf der Jungfernfahrt waren Charles Adolphus Murray, 7. Earl of Dunmore, William E. Dodge, der Vize-Admiral der Royal Navy Sir William Nathan Wrighte Hewett, der Bischof von Marquette John Vertin sowie der US-Bankier Henry F. Gillig. Am 12. Dezember 1881 wurde das Schiff Besuchern zugänglich gemacht. Es wurde geschätzt, dass sich etwa 10.000 Menschen den neuen Dampfer anschauten, darunter der spätere Bürgermeister von New York, Seth Low.
Auf einer Überfahrt im August 1883 waren Jane Addams und Henry James an Bord des Schiffs. Am 6. Februar 1885 traf das Schiff nach einer Schlechtwetterfahrt mit sichtbaren Sturmschäden in New York ein. Am 13. Juni 1885 lief die Servia im Gedney Channel auf einer Sandbank auf Grund. Am 30. Januar 1886 stieß sie unter dem Kommando von Kapitän Horatio McKay bei dichtem Schneetreiben im North River mit dem entgegenkommenden Dampfer Noordland (Kapitän Nickels) der Red Star Line zusammen, der Schäden an der Steuerbordseite davontrug. Die Servia ging bei Liberty Island vor Anker, wo festgestellt wurde, dass sie nur leicht beschädigt war.
Am 18. Mai 1889 lief die Servia erneut im Gedney Channel auf Grund; dieses Mal lag es an dichtem Nebel. Auf einer Fahrt in östlicher Richtung im Juli 1891 kam es zu einem erheblichen Maschinenschaden, weswegen der Dampfer von der Chester nach New York zurück geschleppt werden musste. Unter den Passagieren auf dieser Fahrt waren Prinz Georg von Griechenland, der Kongressabgeordnete John T. Cutting und Prof. William Graham Sumner mit Ehefrau Jeannie. Zu einer weiteren Kollision kam es am 6. September 1892, als die Servia unter dem Kommando von Kapitän Dutton auf dem Nordatlantik bei Nebel und Dunkelheit gegen 03.00 Uhr morgens mit dem Segelschiff Undaunted (Kapitän Lewis) zusammenstieß. Wegen der geringen Geschwindigkeit der Servia, die aufgrund des Nebels die Geschwindigkeit gedrosselt hatten, wurden beide Schiffe nur leicht beschädigt und konnten ihre Fahrt jeweils ohne fremde Hilfe fortsetzen.
Am 7. Juni 1893 wurde die Servia in einen folgenschwereren Unfall verwickelt, als sie einen Tag nach dem Auslaufen aus New York das amerikanische Schiff A. McCallum (Kapitän O’Brien) rammte, das daraufhin sank. Dabei kam einer der 25 Männer an Bord der A. McCallum ums Leben. Ab November 1899 wurde die Servia wie viele andere Cunard-Schiffe vorübergehend als Truppentransporter im Burenkrieg eingesetzt.
Am 17. September 1901 lief die Servia zu ihrer letzten Fahrt nach New York aus, wo sie am 25. September eintraf. Danach wurde sie außer Dienst gestellt und im April 1902 bei  Thomas W. Ward Shipbreakers Ltd. in Preston abgewrackt.